# 스미다강 불꽃놀이 대회

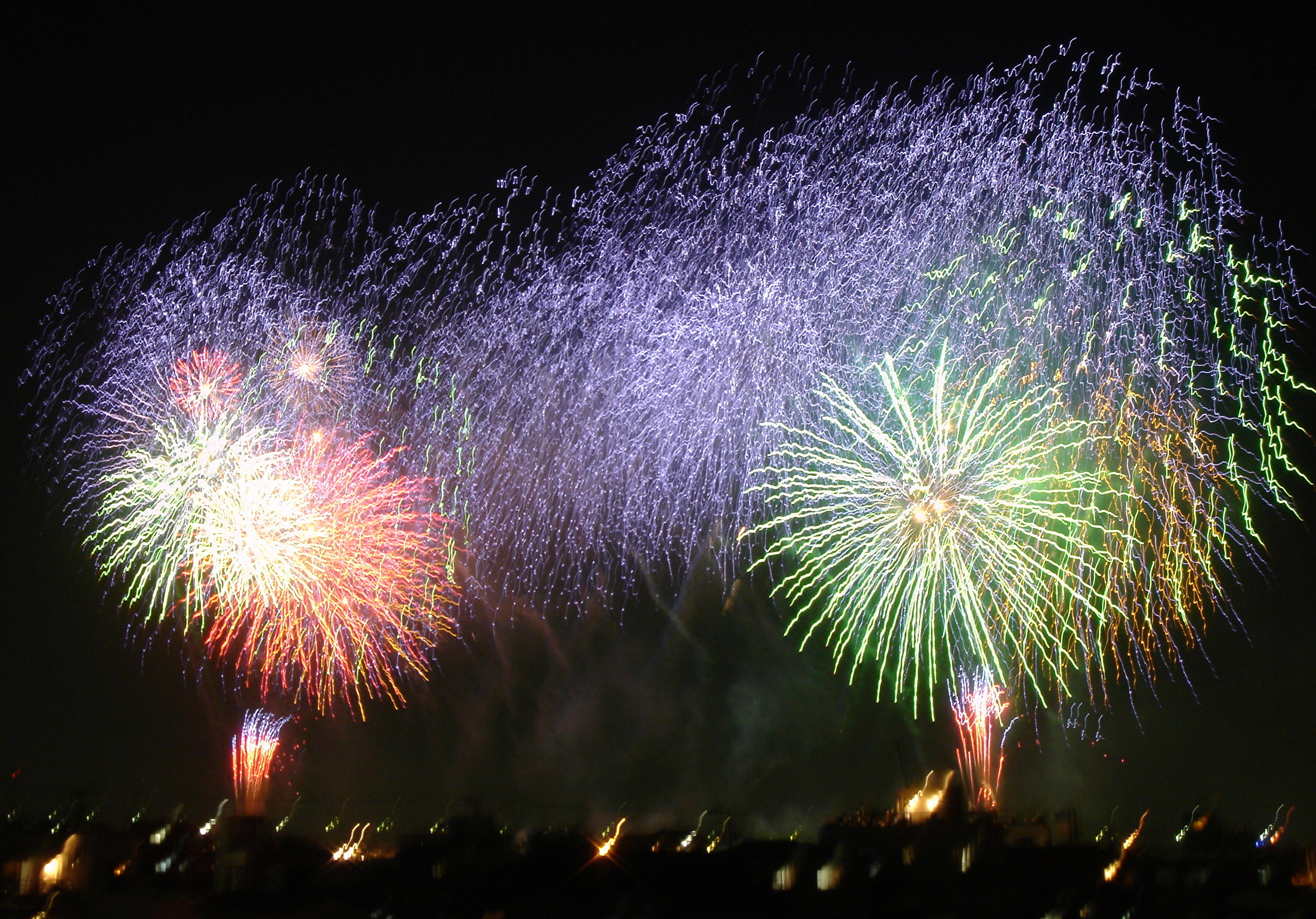
스미다강 불꽃놀이

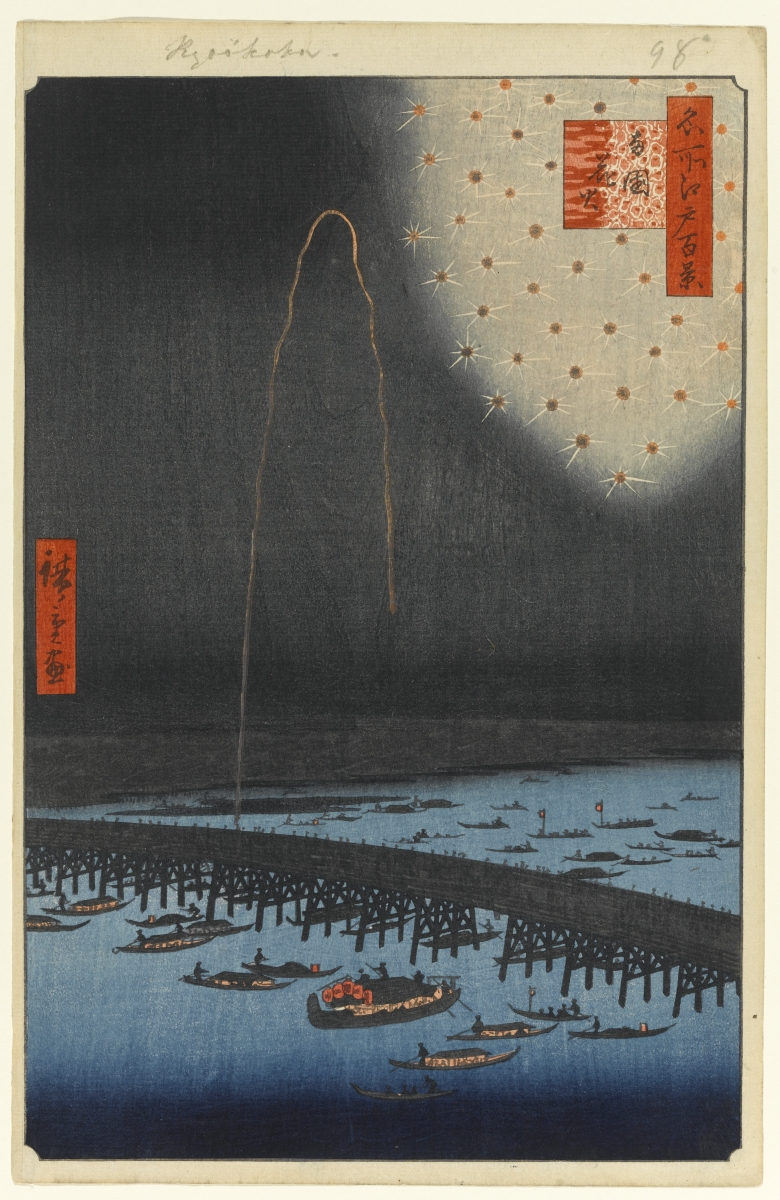
료고쿠에서의 불꽃놀이, 1858년

스미다강 불꽃놀이 대회(일본어: 隅田川花火大会 스미다가와 하나비 다이카이[*])는 일본 도쿄도 다이토구 아사쿠사 근처의 스미다강에서 7월 마지막 토요일에 열리는 연례 불꽃놀이 축제이다. 축제는 불꽃 제조 집단이 격렬하게 경쟁하는 일본의 전통을 따른다. 각각의 집단은 지난 해의 것을 능가하여 지난 해와 다른 색깔과 형태의 불꽃놀이뿐만 아니라 도라에몽이나 피카츄, 한자의 모양을 한 복잡한 불꽃놀이를 선보인다.
1733년에 처음 개최되었지만 오랜 기간 동안 중단되었다가 1978년부터 재개되어 현재는 매년 열리고 있다.